# 小米MIX 4
小米MIX 4是小米集团于北京时间2021年8月10日在北京发布的一款智能手机，为小米MIX的第四代机型，同时也是该系列在中国大陆地区推出的第七款机型。

## 简介
小米MIX 4是小米集团旗下首款无机械结构的高屏占比手机，正面采用一块6.67英寸（对角线）的柔性曲面屏，前置摄像头隐藏至显示屏幕之下，背面则采用一体式氧化锆陶瓷。在该机性能上，小米采用了骁龙888+系统芯片，配以最高达12GB的LPDDR5内存以及最高512GB的UFS3.1闪存存储，影像系统上则在小米11的基础上进行小幅升级。

## 硬件

### 屏幕
小米MIX 4采用了一块6.67英寸（对角线长度）的柔性AMOLED屏幕，由TCL旗下的华星光电供应。屏幕采用20:9比例，分辨率为2400*1080，全局最高亮度达到800nit，手动最高亮度可达到550nit左右。屏幕左右两侧向下稍作弯曲，与铝合金材质的隐形金属边框相接。屏幕上方中心位置为屏下布置的前置相机，相机透光区域大致呈直径为5mm的圆形，采用了像素密度相同但像素大小缩小的子像素排列技术，从而使得屏幕透光率增加。此外，这块屏幕还支持120Hz的刷新率以及480Hz的触控采样率。

### 外观
除屏幕组件及隐藏式金属边框外，小米MIX 4的机身均由一整块氧化锆陶瓷包裹，SIM卡槽盖板及控制按键也采用了陶瓷材质。机身侧边左上角从左至右依次为降噪麦克风以及红外线发射窗口，侧边右侧从上至下布置音量增大/减小键及电源按键，侧边底部从左至右依次为SIM卡插槽、USB Type-C充电及数据端口、主麦克风及扬声器开孔，侧边左侧则不设有任何开孔及按键。
机身背部左上角为一黑色矩形区域，矩形区域左上角为主相机，左下角为潜望式变焦传感器，两颗传感器周围区域使用灰黑色镀膜，与右侧区域区分；矩形区域右上角布置广角传感器，右下角则竖向布置激光对焦传感器、补光灯以及后置光线传感器。潜望式变焦传感器较主相机传感器中心点向左稍作偏移，开孔右侧则竖向标注了108MP以及1/1.33 12-120mm的字样，表示其像素数量、像素面积及焦距信息。机身背部左下角则印制了XIAOMI的logo，曾在MIX3、MIX Alpha及MIX Fold上印制的MIX logo被移除。
小米MIX 4提供陶瓷黑、陶瓷白及影青灰三种配色可选。

### 芯片及存储
小米MIX 4采用美国高通公司研发的高通骁龙888+（SM8350-AB）作为其系统芯片，由三星电子代工生产。高通骁龙888+为高通骁龙888的提频优化版本，其CPU主频由2.84GHz提升至3.0GHz，内置Adreno 660图像处理器，主频最高可达840MHz。
内存及闪存方面，小米MIX 4有8GB或12GB两种容量的LPDDR5内存可选，内存主频为3200MHz；有128GB、256GB及512GB三种容量的UFS3.1闪存可选。

### 影像系统
小米MIX 4的主摄像传感器采用了三星电子提供的S5KHMX传感器，像素面积为1/1.33英寸，像素数量为1.08亿。这颗传感器首次搭载于2019年发布的小米MIX Alpha上，并在小米CC9 Pro、小米10/10 Pro/10S、小米11等数款机型上得到采用。
此外，该机配备了一颗1300万像素的广角传感器以及一颗800万像素的潜望式长焦传感器，支持等效12mm焦段至等效120mm范围内的对焦以及最高50倍的数码变焦。

### 其它
小米MIX 4支持Mi Turbo Charge协议的最高120W有线充电（20V 6A，兼容PD协议）以及最高100W的无线充电功率。
小米MIX 4内置NFC天线以及红外线发射端口，可实现模拟NFC卡、读写NFC卡以及红外控制家电等功能。

## 软件
小米MIX 4出厂搭载基于Android 11的MIUI 12.5操作系统，并使用OTA模式提供后续系统及软件更新。

## 销售
小米MIX 4提供四个存储版本，售价为4999元人民币起。其中：
搭载8GB运行内存（RAM）的小米MIX 4提供128GB、256GB两种闪存（ROM）容量可选，售价分别为4999元和5299元人民币；
搭载12GB运行内存的小米MIX 4提供256GB、512GB两种闪存容量可选，售价分别为5799元和6299元人民币。
开售初期，8GB RAM/128GB ROM版本不发售，8GB RAM/256GB ROM及12GB RAM/256GB ROM两个版本不提供陶瓷白配色，其余各存储版本及配色于北京时间2021年8月10日22时开启100元人民币的现金预定，预定用户可在北京时间2021年8月16日0时起支付尾款，北京时间2021年8月16日10时起开启销售。